# Rudolf Francl
Rudolf Francl, slovenski operni pevec tenorist, * 12. april 1920, Ljubljana, Kraljevina SHS, † 15. junij 2009, Ljubljana, Slovenija.

## Življenje
Solopetje je študiral pri Juliju Betettu. Debutiral je leta 1944 v vlogi Viljema v operi Mignon. Leta 1952 je eno sezono nastopal v Beogradu, tri leta je nato pel v Zagrebu, leta 1956 je odšel v Düsseldorf, kjer je bil angažiran do leta 1963. Tam je nastopal večinoma v Mozartovih operah. Kot gost je nastopal v večini evropskih držav. Bil je prvak ljubljanske Opere in eden najpriljubljnejših slovenskih opernih pevcev. Bil je lirski tenor z lepim, močnim glasom in velikim smislom za glasbeno frazo. Nastopal je v večini najpomebnejših tenorskih vlog.
Eno leto je bil član Slovenskega okteta. Za svoje delo je prejel več nagrad - leta 1948 je za vlogo Cavaradossija v operi Tosca prejel Prešernovo nagrado, leta 1957 je na pevskem tekmovanju v Verviersu osvojil prvo mesto, leta 2000 je prejel Srebrni častni znak svobode Republike Slovenije, leta 2006 je postal častni meščan Ljubljane ...
Bil je brat opernega pevca Ivana Francla.